# Souboyz
Souboyz je český internetový pořad. V každém dílu se objeví dvě osobnosti, které proti sobě vedou rapový souboj. Vychází nepravidelně na serveru YouTube. Pořad je inspirován americkým pořadem Epic rap battles of history. V hlavních rolích se zde objevuje rapová dvojce Seven a Stewe.

## Děj
V každém dílu se objevují dvě osobnosti z historie, kultury či sportu a vedou proti sobě rapový souboj. Silnou stránkou je pak napsaný text, který reflektuje osobnost a života daných postav. 

## Tvorba
Rapeři úzce spolupracují s komiky z Underground comedy (např. Janem Studničkou), kteří jim píšou texty. Celý projekt zaštiťuje Prima COOL. Nedílnou součástí úspěchu je také důmyslná práce kostymérů a maskérů, díky nimž se Stewe & Cody Seven mění ve známé osobnosti.
První díl s názvem "Trautenberk vs. Tomio Okamura" vyšel na YouTube kanálu COOL Feed 31. října 2018 a sklidil veliký úspěch (k březnu 2020 má na serveru YouTube 1 800 000 zhlédnutí). Následovalo založení vlastního kanálu s názvem "SOUBOYZ" a další díl nazvaný "Václav Havel vs. T. G. Masaryk". S následující epizodou, kde proti sobě rapeři vystoupili jako Ivan Bartoš a Dominik Feri, konfrontovali tvůrci samotného Ivana Bartoše. Ten na epizodu reagoval smíchem a komentářem, že "díky Dominiku Ferimu není jediný exot s divným účesem ve sněmovně". S každým dílem se zlepšuje kvalita obrazu i zvuku. Například v duelu "Miloš Zeman vs. Rudolf II." poprvé použili pro každou osobnost jiný beat.

## Seznam epizod
| Název epizody                       | Datum vydání |
| ----------------------------------- | ------------ |
| Trautenberk vs. Tomio Okamura       | 31. 10. 2018 |
| Václav Havel vs. T. G. Masaryk      | 19. 11. 2018 |
| Dominik Feri vs. Ivan Bartoš        | 22. 11. 2018 |
| Ježíšek vs. Santa Claus             | 10. 12. 2018 |
| Jaromír Jágr vs. Karel Gott         | 31. 12. 2018 |
| Andrej Babiš vs. Miroslav Kalousek  | 14. 3. 2019  |
| Miloš Zeman vs. Rudolf II.          | 30. 5. 2019  |
| Karel Čapek vs. Jiří Ovčáček        | 19. 11. 2019 |
| Zdeněk Troška vs. Zdeněk Svěrák     | 27. 12. 2019 |
| Jaromír Soukup vs. Leoš Mareš       | 13. 2. 2020  |
| Diego Maradona vs. Tomáš Řepka      | 19. 3. 2020  |
| Dr. House vs. Roman Prymula         | 23.12.2020   |
| Alena Schillerová vs. Kněžna Libuše | 1.1.2021     |